# Деревянко, Иван Николаевич
Иван Николаевич Деревянко (1928—1989) — советский передовик производства, старший чабан колхоза имени В. И. Ленина Кизлярского района Дагестанской АССР. Герой Социалистического Труда (1976).

## Биография
Родился 10 февраля 1928 года в станице Ильинская Петропавловского района Чеченской автономной области Северо-Кавказского края в крестьянской семье.
С 1942 года, с четырнадцатилетнего возраста начал свою трудовую деятельность  помощником пастуха в колхозе «Путь к коммунизму» Петропавловского района Чеченской автономной области. 
С 1958 года И. Н. Деревянко переехал со своей семьёй в село Новомонастырское Кизлярского района Дагестанской АССР и начал работать помощником пастуха в колхозе имени В. И. Ленина села Новомонастырское. С 1962 года И. Н. Деревянко возглавил животноводческую бригаду колхоза имени В. И. Ленина, животноводческая бригада под его руководством стала лучшей бригадой во всём Кизлярском районе.
8 апреля 1971 года  Указом Президиума Верховного Совета СССР «за высокие производственные показатели и по итогам работы в восьмой пятилетке (1966—1970)»  Иван Николаевич Деревянко был награждён Орденом Ленина.  
С 1971 по 1975 годы под руководством И. Н. Деревянко, животноводческой бригадой план работы в девятой  пятилетке был выполнен досрочно, государство получило — 38 тонн тонкорунной шерсти при плане в 33,4 тонны. 
23 декабря 1976 года  Указом Президиума Верховного Совета СССР «за выдающиеся успехи, достигнутые во Всесоюзном социалистическом соревновании, проявленную трудовую доблесть в выполнении планов и социалистических обязательств по увеличению производства и продажи государству зерна и других сельскохозяйственных продуктов в 1976 году»  Иван Николаевич Деревянко был удостоен звания Героя Социалистического Труда с вручением Ордена Ленина и золотой медали «Серп и Молот».
Помимо основной деятельности И. Н. Деревянко с 1982 года избирался депутатом Кизлярского районного Совета народных депутатов. 
25 ноября 1989 года скоропостижно скончался на своём рабочем месте.

## Награды
- Медаль «Серп и Молот» (23.12.1976)
- Орден Ленина (08.04.1971; 23.12.1976)